# کایلا رندل
کایلا رندل (انگلیسی: Kayla Rendell؛ زادهٔ ۲۹ ژوئن ۲۰۰۱) بازیکن فوتبال اهل انگلستان است که به عنوان دروازه‌بان برای باشگاه ساوتهمپتون در لیگ قهرمانی زنان انگلستان بازی می‌کند.
وی همچنین در تیم‌های ملی فوتبال زیر ۱۷ سال زنان انگلستان, زیر ۱۹ سال زنان انگلستان, زیر ۲۳ سال زنان انگلستان، و زنان انگلستان بازی کرده است.